# SES-7
O SES-7 (Anteriormente denominado de Galaxy 8iR, ProtoStar 2, Indostar 2 e Cakrawarta 2) é um satélite de comunicação geoestacionário que foi construído pela Boeing Satellite Systems (BSS), ele está localizado na posição orbital de 108 graus de longitude leste e era operado inicialmente pela ProtoStar e posteiormente pela SES. O satélite foi baseado na plataforma BSS-601HP e sua expectativa de vida útil é de 15 anos.

## História
O satélite foi originalmente construído como Galaxy 8iR, mas foi cancelado em 2004. Para utiliza-lo como ProtoStar 2 a carga foi modificado para conter 10 transponders de banda S, para atuar como um substituto do satélite Indostar 1. A carga de banda S é operado sob o nome de Indostar 2 (Cakrawarta 2) .
O Indostar 2/ProtoStar 2 foi lançado em 2009. No final do mesmo ano, o satélite foi vendido em leilão para a SES após o empreendimento ProtoStar sucumbir a vários problemas frequentes de coordenação. O satélite foi renomeado para SES-7 em maio de 2010.

## Lançamento
O satélite foi lançado com sucesso ao espaço no dia 16 de maio de 2009, às 00:57 UTC, por meio de um veículo Proton-M/Briz-M, a partir do Cosmódromo de Baikonur, no Cazaquistão. Ele tinha uma massa de lançamento de 3.905 kg.

## Capacidade e cobertura
O SES-7 é equipado com 22 (mais 5 de reserva) transponders em banda Ku, 10 (mais três de reserva) banda S (X) para fornecer DTH e outros serviços de telecomunicações, incluindo Internet de banda larga em toda a região da Ásia-Pacífico.